# Drosophila aracea
Drosophila aracea este o specie de muște din genul Drosophila, familia Drosophilidae, descrisă de Heed și Wheeler în anul 1957. Conform Catalogue of Life specia Drosophila aracea nu are subspecii cunoscute.